# Dionísio de Foceia
Dionísio de Foceia (fl. 494 a.C.) foi um almirante grego nascido em Foceia (Φώκαια) durante a época em que a Grécia Antiga estava envolvida nas Guerras Médicas do século V a.C., e foi o comandante da frota jônica na Batalha de Lade em 494 AC. Embora comandando uma força formidável, de acordo com o historiador grego Heródoto, os seus homens tinham trabalhado tanto na preparação para a batalha que, na véspera da batalha, eles se recusaram a atacar a frota persa.
Apesar de pouco se saber sobre sua vida, Dionísio estava no comando do contingente jônico, a partir de muitas ilhas ao longo de Ionia, que aderiram à principal força naval grega fora do porto de Mileto, Lade. Após a sua chegada no acampamento naval de Lade, ele observou que seus homens estavam com a moral baixa e sofriam com falta de disciplina. Acreditando que seus homens estavam despreparados para a iminente batalha, ele chamou uma assembleia geral no acampamento e, em um discurso para seus homens, disse: "Agora a situação está no fio da navalha, homens de Ionia, devemos ser livres ou escravos ... então, se vocês suportarem dificuldades de agora, vão sofrer temporariamente, mas serão capazes de superar seus inimigos."
Ele então ordenou aos seus homens para realizarem várias horas de artes marciais por dia, bem como o desenho da frota em ordem de batalha e instruiu aos remadores e fuzileiros táticas navais. Depois de uma semana, divergências começaram a aparecer dentro das fileiras, particularmente por Dionísio, que chegou com apenas três navios, exercer uma forte influência sobre o resto da frota). 
Mesmo antes que a luta começasse, muitos dos navios jônicos, sob o comando de Dionísio ainda se recusavam a se envolver com os Persas e, eventualmente, quase 120 a 350 navios gregos de guerra abandonaram a batalha, deixando o restante deixando a cidade de Mileto à mercê dos Persas.
Apesar deste revés, Dionísio, continuou lutando contra os Persas afundando três navios de guerra antes de ser forçado a recuar durante as horas finais da batalha. 
Ao voltar para Foceia, Dionísio atacou vários navios comerciais e apreendeu sua carga antes de chegar na Sicília. Durante seus últimos anos, ele teria se envolvido com pirataria contra comerciantes cartagineses e tirrenos. No entanto, de acordo com a relação de amizade entre Foceia e Grécia, os comerciantes gregos viajavam sozinhos. 

## Leitura complementar
- Bulwer, Edward Lytton. Atenas, Sua Ascensão e Queda: Com Vista para a Literatura, a Filosofia e a Vida Social do Ateniense Pessoas. New York: Harper & irmãos Editores, 1852.
- Rawlinson, George; Benjamin Jowett, Henry Graham Dakyns e Edward James Chinnock. Grego Historiadores: O Completo e Integral Trabalhos Históricos de Heródoto, Tucídides, Xenofonte e Arrian. New York: Random House, Incorporated, 1942.
- Shaw, Philip. O Sublime. New York: Routledge, 2006. ISBN 0-415-26847-8
- Thirlwall, Connop. Uma História da Grécia. Londres: Longman, Marrom, Verde & Longmans, 1846.
- Waltari, Mika; Etrusca (Turms kuolematon, 1955).